# 上蒙特萨克罗
上蒙特萨克罗（Monte Sacro Alto）是意大利罗马市第28新城分区，由首字母Q. XXVIII标识。
上蒙特萨克罗位于罗马的东北部。区名来自附近的一座小山圣山，是占卜官举行仪式的地点，另一个名称“塔伦蒂”得名于贵族 塔伦蒂家族，该区即在他们的土地上开发形成。